# Stegolepis cardonae
Stegolepis cardonae är en gräsväxtart som beskrevs av Bassett Maguire. Stegolepis cardonae ingår i släktet Stegolepis och familjen Rapateaceae. Inga underarter finns listade i Catalogue of Life.